# Okurimono II
Albums de Yukiko Okada
Okurimono
(28 novembre 1984) Memorial Box
(17 mars 1999)
Albums par Yukiko Okada
Jyūgatsu no Ningyo
(18 septembre 1985) Venus Tanjō
(21 mars 1986)
Singles
1. Summer Beach
Sortie : 17 avril 1985
2. Love Fair
Sortie : 5 octobre 1985

Okurimono II (贈りものII, trad. : « Un cadeau 2 ») est la deuxième compilation de la chanteuse japonais Yukiko Okada sorti fin 1985.

## Développement
L'album sort le 5 décembre 1985 sous le label Canyon (plus tard renommé Pony Canyon), soient trois mois après le troisième album de la chanteuse, intitulé Jūgatsu no Ningyo, en plusieurs formats : dans un premier temps sous format vinyle (disque de l'époque) ainsi que dans un deuxième temps en cassette audio et en CD. L'album atteint la 17e place du classement hebdomadaire des ventes de l'Oricon et se vend au total de 41 000 exemplaires.
Le disque regroupe : le 4e single Futari Dake no Ceremony (sorti ici sous sa version originale et figure déjà sur le deuxième album intitulé FAIRY sous une autre version), le 5e single Summer Beach (sorti en avril 1985 et qui n'a pas été retenu pour figurer sur le troisième album Jūgatsu no Ningyo), le 6e single Kanashii Yokan (qui figure déjà sur le troisième album), le 7e single Love Fair (sorti plus récemment considéré comme single officiel de la compilation et ne sera pas retenu pour figurer sur les albums studio) ainsi que leurs chansons sorties en face B. Il contient notamment une chanson inédite Shō Hitsuji NOTE qui figurera sur quelques prochaines compilations des années plus tard après le décès de la chanteuse.
Cet opus est comme une suite de la première compilation intitulée Okurimono, sortie un an plus tôt.

## Catalogue
- CD : Canyon D30A0147
- vinyle : Canyon C25A0463
- Cassette audio : Canyon 25P7406

## Liste des titres
| LP    | LP                                               | LP                 | LP                 | LP                  | LP    | LP | LP | LP | LP |
| No    | Titre                                            | Musique            | Auteur             | Origine             | Durée |    |    |    |    |
| ----- | ------------------------------------------------ | ------------------ | ------------------ | ------------------- | ----- | -- | -- | -- | -- |
| 1.    | Futari Dake no Ceremony (二人だけのセレモニー)   | Ami Ozaki          | Jun Natsume        | 4e single           | 3:36  |    |    |    |    |
| 2.    | Summer Beach                                     | Ami Ozaki          | Ami Ozaki          | 5e single           | 4:20  |    |    |    |    |
| 3.    | Kanashii Yokan (哀しい予感)                      | Mariya Takeuchi    | Mariya Takeuchi    | 6e single           | 3:39  |    |    |    |    |
| 4.    | Love Fair                                        | Tetsurō Kashibuchi | Tetsurō Kashibuchi | 7e single           | 3:36  |    |    |    |    |
| 5.    | PRIVATE RED                                      | Mayumi Horikawa    | Kumiko Yoshizawa   | face B du 4e single | 3:14  |    |    |    |    |
| 6.    | Hoshi to Yoru to Koibitotachi (星と夜と恋人たち) | Etsuko Yamakawa    | Masao Urino        | face B du 5e single | 4:44  |    |    |    |    |
| 7.    | Koibitotachi no Calendar (恋人たちのカレンダー)  | Mariya Takeuchi    | Mariya Takeuchi    | face B du 6e single | 3:37  |    |    |    |    |
| 8.    | Futari no Blue Train (二人のブルー・トレイン)    | Satoru Sugishin    | Mariya Takeuchi    | face B du 7e single | 3:16  |    |    |    |    |
| 9.    | Shō Hitsuji NOTE (小羊NOTE)                      | Etsuko Yamakawa    | Kanchinfa          | nouvelle chanson    | 3:44  |    |    |    |    |
| 32:26 |                                                  |                    |                    |                     |       |    |    |    |    |